# فلوریانا
فلوریانا (به لاتین: Floriana) یک منطقهٔ مسکونی در مالت است که در منطقه جنوب شرقی مالت واقع شده‌است. فلوریانا ۰٫۹۴ کیلومتر مربع مساحت و ۲٬۰۳۲ نفر جمعیت دارد و ۳۸ متر بالاتر از سطح دریا واقع شده‌است.

## خواهرخوانده
شهر ماچراتا خواهرخواندهٔ فلوریانا هست.